# Всеобщие выборы в Перу (2011)
Всеобщие выборы в Перу проходили 10 апреля (парламентские и 1-й тур президентских) и 5 июня (2-й тур президентских) 2011 года. На них избирались президент, вице-президент, 130 депутатов Конгресса Республики и 5 депутатов Андского парламента от Перу. Во второй тур президентских выборов вышли Ольянта Умала от партии Союз за Перу и Кейко Фухимори от Народной силы.
Бывший армейский офицер и левый политик Ольянта Умала одержал победу над Кейко Фухимори, дочерью бывшего президента Альберто Фухимори. 28 июля Умала был приведен к присяге в качестве 94-го президента Перу и прослужил 5 лет. У каждого кандидата в президенты было два кандидата в вице-президенты.

## Президентские выборы

### Первый тур
В выборах участвовало 11 кандидатов, наиболее рейтинговыми из них были пять человек — Ольянта Умала, Кейко Фухимори, Педро Пабло Кучински, Алехандро Толедо и Луис Кастаньеда Коссио. Правящая партия Американский народно-революционный альянс в президентских выборах не участвовала. Как и ожидаелось, что ни один из кандидатов не сумел набрать большинства голосов, в связи с чем на 5 июня был назначен второй тур, в который прошли Ольянта Умала, набравший 31,7 %, и Кейко Фухимори, получившая 23,6 % голосов.

### Второй тур
Последние предвыборные опросы в июне показывали, что оба кандидата имеют примерно одинаковые шансы на победу. И Умала, и Фухимори оценивались, как представители радикальных политических сил. Умала являлся председателем левой индейской националистической партии ПНП, а Фухимори, дочь осуждённого диктатора Альберто Фухимори, позиционировала себя, как продолжательницу дела отца. Перед вторым туром Умала постарался существенно скорректировать свои имидж в умеренную сторону, пообещал не отходить от принципов рыночной экономики и дистанцировался от венесуэльского лидера Уго Чавеса. Существует предположение, что на исход голосования повлияло вышедшее незадолго до второго тура выборов «Обращение 100 писателей» (включая и Марио Варгаса Льосу), призвавших голосовать за Умалу как за «меньшее зло».
Победителем с небольшим перевесом стал Ольянта Умала, получивший 51,45 % голосов. Фухимори набрала 48,55 %.

### Результаты
| Место | Место                    | Кандидат                 | Кандидат                                                                                           | Поддержан | Голосов              | Голосов             |
| I тур | II тур                   | Кандидат                 | Кандидат                                                                                           | Поддержан | I тур                | II тур              |
| ----- | ------------------------ | ------------------------ | -------------------------------------------------------------------------------------------------- | --- | -------------------- | ------------------- |
| 1     | 1                        |                          | Ольянта Умала (в президенты) Марисоль Эспиноса Крус (в вице-президенты)                            | Alianza Gana Perú: Перуанская националистическая партия, Социалистическая партия, Коммунистическая партия, Революционная социалистическая партия | 4 643 064 (31,699 %) | 7 937 704 (51,45 %) |
| 2     | 2                        |                          | Кейко Фухимори (в президенты) Рафаэль Рей (в вице-президенты)                                      | Fuerza 2011: Fuerza 2011, Национальное возрождение                                                                                               | 3 449 595 (23,551 %) | 7 490 647 (48,55 %) |
| 3     |                          |                          | Педро Пабло Кучински                                                                               | Alianza por el Gran Cambio: Альянс за прогресс, Гуманистическая партия, Христианская народная партия, Национальная реставрация                   | 2 711 450 (18,512 %) |                     |
| 4     |                          | Алехандро Толедо         | Alianza Perú Posible: Возможное Перу, Мы — Перу, Народное действие                                 | 2 289 561 (15,631 %) |                      |                     |
| 5     |                          | Луис Кастаньеда Лоссио   | Alianza Solidaridad Nacional: Изменения-90, Национальная солидарность, Всегда вместе, Союз за Перу | 1 440 143 (9,832 %) |                      |                     |
| 6     | Хосе Ньике де ла Пуэнте  | Хосе Ньике де ла Пуэнте  | Partido Fonavista del Perú                                                                         | 0,253 % |                      |                     |
| 7     | Рикардо Норьега          | Рикардо Норьега          | Partido Despertar Nacional                                                                         | 0,144 % |                      |                     |
| 8     | Рафаэль Белон Обри       | Рафаэль Белон Обри       | Partido Político Adelante                                                                          | 0,117 % |                      |                     |
| 9     | Хулиана Реймер           | Хулиана Реймер           | Partido Fuerza Nacional                                                                            | 0,113 % |                      |                     |
| 10    | Умберто Пинасо           | Умберто Пинасо           | Justicia, Tecnología, Ecología                                                                     | 0,075 % |                      |                     |
| 11    | Мануэль Родригес Квадрос | Мануэль Родригес Квадрос | Fuerza Social                                                                                      | 0,063 % |                      |                     |